# Vlag van Voorne aan Zee

Vlag van de gemeente Voorne aan Zee

De vlag van Voorne aan Zee is op 21 december 2023 bevestigd als de nieuwe gemeentevlag van de Zuid-Hollandse gemeente Voorne aan Zee. De vlag wordt als volgt omschreven: 
Drie banen, blauw, geel, groen in een verhouding van 5:2:5, de gele baan is vier maal gegolfd, in het kanton van rood, een burg van wit, waarop is rustende een leeuw van geel.
De vlag is, net als het gemeentewapen, herkenbaarheid aan de historische identiteit van de gemeente. De kleur blauw symboliseert de zee, geel symboliseert de duinen en groen symboliseert het land. De horizontale golvende banen symboliseren de zee. De Burcht van Voorne met de leeuw is bedoeld als historisch symbool voor het eiland Voorne.
Het ontwerp is van de Hoge Raad van Adel. De gemeentevlag zal tijdens de nieuwjaarsreceptie op 11 januari feestelijk worden gepresenteerd.

## Verwante afbeeldingen

Het wapen van Voorne aan Zee
Het wapen van Oostvoorne

Alblasserdam
· Albrandswaard
· Alphen aan den Rijn
· Barendrecht
· Bodegraven-Reeuwijk
· Capelle aan den IJssel
· Delft
· Den Haag
· Dordrecht
· Goeree-Overflakkee
· Gorinchem
· Gouda
· Hardinxveld-Giessendam
· Hendrik-Ido-Ambacht
· Hillegom
· Hoeksche Waard
· Kaag en Braassem
· Katwijk
· Krimpen aan den IJssel
· Krimpenerwaard
· Lansingerland
· Leiden
· Leiderdorp
· Leidschendam-Voorburg
· Lisse
· Maassluis
· Midden-Delfland
· Molenlanden
· Nieuwkoop
· Nissewaard
· Noordwijk
· Oegstgeest
· Papendrecht
· Pijnacker-Nootdorp
· Ridderkerk
· Rijswijk
· Rotterdam
· Schiedam
· Sliedrecht
· Teylingen
· Vlaardingen
· Voorne aan Zee
· Voorschoten
· Waddinxveen
· Wassenaar
· Westland
· Zoetermeer
· Zoeterwoude
· Zuidplas
· Zwijndrecht